# Trail of Tears
Trail of Tears — норвежская готик-метал-группа, основанная в 1994. В своём творчестве музыканты делают акцент на контрасте использования сопрано и гроула, но с релизом Free Fall into Fear в 2005, сместила контраст к тенору и дэт-гроулу, с редкими вставками сопрано.

## История группы
Группа была сформирована в 1994 году, и изначально называлась Natt, но в 1997 название было изменено на Trail of Tears («Дорога слёз»). Первая демозапись группы When Silence Cries…, содержавшая три трека была выпущена в апреле 1997. Вскоре после этого гитарист Майкл Круминс(Michael Krumins) покинул группу и был заменён Рунаром Хансеном (Runar Hansen).
На сегодняшний день дискография группы насчитывает 7 альбомов. Последний альбом Oscillation вышел 12 апреля 2013 года на Massacre Records.

## Дискография

### Студийные альбомы
- Disclosure in Red (1998)
- Profoundemonium (2000)
- A New Dimension of Might (2002)
- Free Fall into Fear (2005)
- Existentia (2007)
- Bloodstained Endurance (2009)
- Oscillation (2013)

### Демо

#### Как Natt
- Natt (1996)

#### Как Trail of Tears
- When Silence Cries… (1997)

## Состав

### Текущий состав
- Ронни Торсен (норв. Ronny Thorsen) — гитара, мужской вокал (1994-…)
- Айлин Хименес — вокал (с 2020)
- Рунар Хансен — гитара (1997—2006, с 2020)
- Николай Йонсен — гитара (с 2020)
- Андре Моэ(норв. Endre Moe) — бас-гитара (2007-…)
- Джонатан Алехандро Перес — барабаны (1997—2006, с 2020)

### Бывшие участники
- Kjetil Nordhus — вокал (2003—2006, ранее сессионный участник)
- Ales Vik — вокал (1994—1997)
- Helena Iren Michaelsen — вокал (1997—2000)
- Michael Krumins — гитара (1997)
- Terje Heiseldal — гитара 1997—2005)
- Kjell Rune Hagen — бас-гитара (1997—2006)
- Frank Roald Hagen — клавишные (1997—2006)
- Vidar Uleberg — барабаны (1994—1997)
- Като Йенсен(норв. Cato Jensen) — барабаны (2007-2020)
- Кэтрин Полсен (норв. Cathrine Paulsen) — вокал (2000—2004, 2007-2020)
- Бьйорн Эрик Нэсс (норв. ) — гитара (2007-2020)
- Пол Олсен (норв. Pal Olsen) — гитара (2007-2020)